# Lisa Fremont
Lisa Carol Fremont es uno de los personajes principales en la cinta de suspenso de 1954, La ventana indiscreta, dirigida por Alfred Hitchcock y escrita por John Michael Hayes. Fue interpretada por la actriz estadounidense Grace Kelly.

## Biografía
Lisa era una mujer modelo de clase alta que vivía en Manhattan. Visitaba frecuentemente a su novio L. B. "Jeff" Jefferies (James Stewart) cuando este sufrió una lesión en la pierna que lo confinó a una silla de ruedas.
Como entretenimiento, Jeff espiaba a los vecinos del vecino de enfrente a través de su ventana. Un día, comienza a sospechar que uno de los vecinos asesinó a su esposa, y le comenta sus sospechas a Lisa. Esta inicialmente se muestra incrédula, hasta que observa las actitudes del hombre con sus propios ojos, y tras investigar descubre que el nombre del sospechoso es Lars Thorwald.
Jeff contacta a la policía, pero estos no son capaces de hacer al respecto, y le informan que la esposa de Thorwald se encontraba de viaje en el norte del estado.
Poco después, el perro de una vecina es encontrado muerto con el cuello roto en el patio. Cuando la dueña del perro encuentra el cuerpo y grita quejándose, todos los vecinos se asoman por la ventana para ver qué ocurre menos Thorwald, a pesar de que Jeff nota a través de la ventana que una pipa se enciende en la oscuridad de su departamento, indicando que sí se encontraba presente.
Por encargo de Jeff, Lisa camina hasta el edificio de enfrente y desliza una nota acusatoria por debajo de la puerta de Thorwald y escapa antes de ser capturada. Al ver la reacción de Thorwald al leer la nota, Jeff queda satisfecho. Él teoriza que Thorwald enterró algo incriminador y que mató al perro cuando este comenzó a escarbar allí. Jeff llama por teléfono a Thorwald para agendar una reunión en un bar como pretexto para sacarlo del departamento, y mientras está ausente, Lisa, con la compañía de la enfermera cuidadora de Jeff, Stella (Thelma Ritter), bajan a desenterrar las flores para ver que hay enterrado.
Al no encontrar nada, Lisa, sin previo aviso, sube por la escalera de incendios al departamento de Thorwald y entra por una ventana abierta. Allí, Lisa encuentra el anillo de boda de la desaparecida, y sabiendo que ella no viajaría sin él, lo toma como prueba del asesinato. Cuando Thorwald regresa y la atrapa, Jeff llama a la policía, que llega a tiempo para salvarla al arrestarla, sin embargo, antes de que se la lleven, Lisa le hace señas a Jeff a través de la ventana para que vea el anillo. Éste capta la señal de inmediato, lo que le permite terminar con el misterio.
Tras un violento encuentro entre Jeff y Thorwald que acaba con Jeff aún más lastimado y Thorwald encarcelado, Lisa es liberada de la prisión por Stella, quien paga fianza.
Días más tarde, Lisa y Jeff se encuentran en el departamento mientras el calor aumenta. Lisa se recuesta sobre el sofá cama a su costado, aparentemente leyendo Beyond the high Himalayas. Tan pronto como Jeff se duerme, Lisa deja el libro de lado y alegremente abre una revista de moda Harper's Bazaar.

## Producción
Grace Kelly había trabajado previamente con el director Alfred Hitchcock en la película Dial M for Murder, por lo que un tiempo después fue contactada por la Paramount Pictures para protagonizar La ventana indiscreta junto a James Stewart. Hitchcock no quería a nadie que no fuera Kelly en el papel, y esta para participar en la cinta incluso rechazó el papel de Edie Doyle en On the Waterfront (papel que eventualmente se le otorgó a Eva Marie Saint, quien curiosamente trabajaría un par de años después con Hitchcock en North by northwest). 
El personaje de Lisa está inspirado en la esposa del guionista John Michael Hayes, Mel. Varios de los diálogos de Lisa estaban inspirados en cosas que Mel le había dicho previamente a Hayes.

## En la cultura popular
- En 1998, se produjo un remake de la cinta, La ventana de enfrente, dirigida por Jeff Bleckner, donde el personaje equivalente a Lisa es interpretado por la actriz Daryl Hannah. En esta versión, el personaje lleva el nombre Claudia Henderson.
- En 2009, se realizó una parodia al filme en Saturday Night Live, donde Grace Kelly fue imitada por la actriz estadounidense January Jones.
- En el Festival Internacional de Cine de Cannes de 2017, Lindsay Lohan llevó puesto un vestido blanco y negro idéntico al que Grace Kelly utilizó en la cinta.[3]

## Recepción
La interpretación de Kelly como Lisa Fremont fue recibida de manera muy positiva, siendo ganadora de una variedad de premios de la industria cinematográfica.
| Año  | Premio                   | Categoría    | Resultado |
| ---- | ------------------------ | ------------ | --------- |
| 1954 | National Board of Review | Mejor Actriz | Ganadora  |
| 1955 | Premios NYFCC            | Mejor actriz | Ganadora  |